# Army of Lovers
Army of Lovers é um grupo sueco de música eletrônica formado em 1987. Ficou popular na Europa, na década de 90, pelo seu single "Crucified", que ficou em primeiro lugar no Eurocharts por oito semanas consecutivas.

## História

### Antes de Army of Lovers
Antes da banda se formar, Alexander Bard, em 1985, usava o pseudônimo "Barbie", como uma drag queen, e lançou apenas um álbum, com o mesmo nome do pseudônimo. No ano seguinte, Camilla Henemark (também conhecida como La Camilla) e Jean-Pierre Barda se juntaram a Barbie e lançaram o single Wham Bam. Uma ano depois, em 1987, soltaram outro, Barbie Goes Around the World. Durante esse período, Henemark e Barda eram conhecidos como Katanga e Farouk.

### Formação de Army of Lovers
A banda se formou em 1988, já com os integrantes Alexander Bard, La Camilla e Jean-Pierre Barda. No mesmo ano, foi lançado o single When the Night Is Cold. O nome Army of Lovers foi inspirado no filme Army of Lovers or Revolt of the Perverts.
No ano de 1990 o grupo lança seu primeiro álbum Disco Extravaganza, que vendeu 3,2 milhões de cópias, com dois singles de sucessos "Ride of Bullet" e "My Army of Lovers."
O grupo veio fazer grande sucesso com o seu segundo álbum, Massive Luxury Overdose, lançado em 1991 na Europa, a música "Crucified" foi o maior sucesso do álbum e rendeu 3,5 a 4 milhões de cópias.
Neste mesmo ano, La Camilla deixa o grupo e sendo substituída por Michaela Dornonville de la Cour. No ano seguinte eles lançam o álbum nos Estados Unidos, com novas músicas e com Michaela na capa.
Ainda 1992 eles são convidados para fazer um tributo ao grupo ABBA, gravando a música Hasta Mañana, e Dominika Peczynski junta-se a eles.
Em 1993 eles lançam o terceiro álbum The Gods of Earth and Heaven, tendo como a música de maior sucesso Israelism.
No ano de 1994 o grupo lançam o quarto álbum Glory, Glamour and Gold, as músicas "Hurrah Hurrah Apocalypse", "Lit De Parade" e "Sexual Revolution" foram as que mais fizeram sucesso do álbum.
Em 1995 Michaela deixa o grupo, e La Camilla retorna, e eles lançam a coletânea Les Greatest Hits.
Após alguns anos sem lançar nada, o grupo retorna em 2001 com a coletânea Le Grand Docu-Soap em comemoração de 10 anos do grupo.
Eles voltam a  se reunir em 2007 para fazer dois shows, mas sem a presença de La Camilla, que foi substituída por uma boneca inflável.
Em 2012 o grupo retorna com a formação original na competição Melodifestivalen 2013,  não conseguindo chegar nas finais. Apenas alguns dias após a performance, Camilla Henemark é substituída por Dominika Peczynski.
No ano de 2013 eles lançam uma nova coletânea Big Battle of Egos que conta com a participação da banda Gravitonas do qual Alexander faz parte. Em junho eles lançam o Ep Scandinavian Crime que conta com regravações das músicas "Rockin' The Ride" e "Tragedy" que faz parte do álbum Big Battle of Egos com as vocais de Dominika Peczynski e Jean-Pierre Barda, substituindo as parte de Camilla Henemark que estava presente no álbum.

## Membros
- Alexander Bard
- Jean-Pierre Barda
- Camilla Henemark
- Michaela Dornonville de la Cour
- Dominika Peczynski

## Discografia

### Barbie

#### álbum de estúdio
- 1985 - Barbie

#### singles
- 1985 - Johnny Johnny
- 1985 - Prostitution Twist
- 1986 - Rock It Up
- 1986 - Wham Bam
- 1987 - Barbie Goes Around the World.[4]

### álbuns de estúdio
- 1990 - Disco Extravaganza
- 1991 - Massive Luxury Overdose
- 1993 -The Gods of Earth and Heaven
- 1994 - Glory, Glamour and Gold.
- 2023 - Sexodus

#### Coletâneas
- 1995 - Les Greatest Hits;
- 1997 -Master Series 88–96
- 2001 - Le Grand Docu-Soap;
- 2001 - Le Remixed Docu-Soap
- 2003 - 14 Klassiker;
- 2013 - Big Battle of Egos.[5][6]